# جزيرة دجيلة (ميدي)

تعديل مصدري - تعديل

جزيرة دجيلة هي إحدى جزر مديرية ميدي التابعة لمحافظة حجة.